# Чудовищный снежный человек
«Чудо́вищный сне́жный челове́к» (яп. 獣人雪男, англ. Half Human) (перевод американского названия фильма «Получелове́к») — японский научно-фантастический фильм ужасов 1955 года режиссёра Исиро Хонды, спецэффектами занимался Эйдзи Цубурая. В главных ролях снимались Акира Такарада, Момоко Коти, Акэми Нэгиси, Сатио Сакаи и Нобуо Накамура, а Фумитомо Охаси исполнил роль снежного человека. По сюжету фильма, во время сильной метели группа туристов сталкивается в горах со снежным человеком. В результате нападения существа на туристов один человек умирает, а другой пропадает. Как только погода затихает, друзья отправляются на поиски пропавшего.
По некоторым данным, фильм так и не вышел в прокат в Японии и до сих пор официально не издавался ни на одном из домашних носителей. В американский прокат вышла перемонтированная версия фильма с добавлением снятых в Америке дополнительных сцен. В американской версии фильма в качестве рассказчика выступает Джон Кэррадайн.

## Сюжет
Трое лыжников в отдалённых горах Японии оказываются запертыми в хижине из-за бушующей метели. Пытаясь вызвать помощь по телефону, один из лыжников видит за покрытым инеем окном снежного человека. Тем временем в соседнем домике, расположенном на горе, друзья лыжников приглашают местную жительницу гор Чику зайти внутрь, чтобы согреться после бурана. Звонит телефон, лыжники в домике снимают трубку и слышат, как люди из дома на склоне горы кричат от ужаса, когда на них нападает Йети.
Их друзья спешат к хижине, на которую совершено нападение, но опаздывают. Двое лыжников погибли, а один пропал. Как только метель стихает, оставшиеся лыжники собирают экспедицию на поиски своего пропавшего друга. Однако несколько человек во главе с Оба подслушивают планы лыжников и тайно следуют за ними, намереваясь использовать любую возможность поймать или убить настоящего гоминида и потом получить за него награду. После нескольких ночей, проведённых в лагере во время подъёма на гору, однажды вечером поисковую группу посещает существо, которое пугает Мачико, заглянув в её палатку. Такеши, один из мужчин поисковой группы, преследует йети, но теряет его след. В итоге он случайно натыкается на лагерь Оба, и Оба сбрасывает его со скалы, чтобы сохранить в тайне свою слежку за поисковой группой.
Чика возвращается в свою деревню, расположенную высоко в горах, там они видит, что её соплеменники обнаружили Такеши и оставили его привязанным к склону скалы. Ужаснувшись такому обращению с чужеземцами, Чика обращается к своему пожилому деду, но тот жестоко бьёт её и напоминает ей о её месте в племенной структуре: делать то, что велено, и не оспаривать его авторитет. Удручённая жестоким обращением и примитивностью своего народа по отношению к чужакам, Чика уходит в чащу. Там она встречает Оба и его приспешника. Оба понимает, что племя девушки знает о йети и он убеждает Чику обменять информацию о местонахождении существа на кольцо, которое он носит. Не желая помогать им, но и в то же время боясь им помешать Чика указывает где находится пещера чудовища. Оба проникает в логово йети и захватывает детёныша снежного человека и сажает его на цепь.
Когда Чика возвращается в деревню, дедушка обнаруживает кольцо и быстро догадывается, что она обменяла его на местонахождение снежного человека. Он снова избивает её и собирает импровизированный отряд из жителей деревни, приказывая им разыскать Оба, прежде чем он сможет потревожить или причинить вред гигантскому гоминиду. Но когда Оба, вооружённый пистолетом, стреляет в деда, едва не убив его, попытка фактически прекращается. Разъярённый вторжением на его территорию и похищением его потомства, взрослый йети нападает на деревню. Он опрокидывает хижину деда, убивая его, а остальные жители деревни в ужасе разбегаются.
Оба пытается скрыться в грузовике, в котором везёт клетку с ребёнком йети. Разъярённый снежный человек преследует его, останавливает грузовик и опрокидывает его, разбивая клетку и выпуская на свободу своего ребёнка. Оба пытается застрелить криптида-родителя, но его пуля убивает ребёнка. Снежный человек нападает на Оба, поднимает его высоко вверх, а затем с криком бросает в пропасть. Взяв безжизненное тело своего ребёнка он возвращается в своё логово.
Такеши заручился помощью Чики, чтобы провести оставшуюся лыжную группу к пещере йети, потому что они надеются найти пропавшего лыжника. Однако на узких тропинках им преграждает путь оползень, явно созданный существом. Они всё же находят логово и входят в него, снежного человека уже не видно. Однако они находят тело пропавшего лыжника, а также записку с его предсмертными словами о том, что криптиду было причинено зло, и о том, как он сожалеет о своём участии, пусть даже косвенном и непреднамеренном. Понимая, что существо может однажды вернуться в свою пещеру, поисковая группа решает сохранить в тайне его точное местонахождение.

## В ролях

### Японская версия
- Акира Такарада — Такеши Иидзима
- Момоко Коти — Мачико Такено
- Акэми Нэгиси — Чика
- Нобуо Накамура[англ.] — Наката
- Кокутэн Кодо[англ.] — старик
- Ёсио Косуги[англ.] — Оба
- Кэндзи Касахара — Кодама
- Рэн Ямамото — Синагава
- Тосицугу Судзуки — Курихара
- Акира Сэра — Мацуи
- Тадаси Окабэ — брат Мачико
- Итиро Тиба — шеф полиции
- Камаюки Цубоно — горный гид
- Кихати Окамото — член горно-поисковой группы
- Харуо Накадзима — член горно-поисковой группы
- Сёити Хиросэ[англ.] — член горно-поисковой группы
- Фумитомо Охаси[яп.] — снежный человек
- Такаси Ито — сын снежного человека

Актёрский состав японской версии фильма взят с официального сайта Исиро Хонды.

### Американская версия
- Джон Кэррадайн — доктор Джон Рейберн
- Рассел Торсон[англ.] — профессор Филип Осборн
- Роберт Карнс — профессор Алан Темплтон
- Моррис Анкрум — доктор Карл Джордан

Список актёров американской версии фильма взят из книги The Japanese Filmography: 1900 through 1994.

## Производство

### Разработка
В 1950-х годах сэр Эдмунд Хиллари взобрался на вершину Эверест в Гималаях. Своим поступком исследователь не только разжёг в людях интерес к приключениям, но и вернувшись пересказал истории местных жителей о Снежном человеке. В то же время появились фотографии больших следов найденных на снегу на Эвересте в 1951 году, сделанные Эриком Шиптоном. Благодаря популярности материалов National Geographic об экспедициях и последующим обсуждением историй о Снежном человеке на радио, раннем телевидении и в бульварных журналах, киностудии взялись снимать фильмы об этом существе. Среди этих фильмов были американские «Снежное существо» (1954) и «Человек-зверь» (1965), британский «Снежный человек» (1957).
Ещё до выхода на экраны «Годзиллы» компания Toho уже планировала следующий фильм о монстрах, режиссёром которого был назначен Исиро Хонда. Была предпринята попытка придать образу снежного человека максимально достоверный вид, используя рассказы очевидцев, а также информацию о питекантропе. Первые эскизы снежного человека были начаты в конце 1954 года, а глиняная модель существа была утверждена только спустя почти шесть месяцев. Первоначальные эскизы существа представляли собой монстра высотой в десять футов со злобным лицом, злыми глазами и острыми зубами. Однако в дальнейшем внешний вид монстра сделали менее агрессивным, по предположениям автора Питера Х. Бразерса, это могло произойти по инициативе Хонды.
Для написания первоначальной версии сценария был нанят сценарист Сигэру Каяма, который закончил работу над ним 16 октября 1954 года. Работа над фильмом началась под рабочим названием S-Project (где S значило «Снежный человек» (англ. Snowman)), а в ноябре было официально объявлено о начале производства под названием «Снежный человек из Альп» (англ. Snowman of the Alps). Сценарист Такэо Мурата подключился к проекту и начал работать над ним параллельно с работой над фильмом «Годзилла снова нападает» (1955).

### Съёмки
Хонда отправился в Токио, чтобы снять заснеженные сцены для «Чудовищного снежного человека», а по возвращении обнаружил, что режиссёр по спецэффектам Эйдзи Цубурая занят работой над фильмом «Годзилла снова нападает», из-за чего «Чудовищный снежный человек» был отложен, а Хонда приступил к съёмкам фильма «Мать и сын». Съёмки «Чудовищного снежного человека» возобновились в июне и продлились до июля, фильм вышел на экраны 14 августа.

## Релиз
Есть данные о том, что компания Toho выпустила фильм «Чудовищный снежный человек» в прокат в Японии 14 августа 1955 года и он показывался на сдвоенных сеансах вместе с фильмом «Три невесты для трех сыновей» (англ. Three Brides for Three Sons). Компания Toho же не подтвердила информацию, что фильм выходил в прокат. Биографы Хонды Стив Райфл и Эд Годзишевски предположили, что фильм не был выпущен, чтобы избежать реакции со стороны групп по защите прав буракуминов, таких как Лига освобождения бураку. Из-за расистской манеры, в которой народ племени айнов представлен в фильме (как варварские простаки — примерно так же, как изображались коренные американцы и афроамериканцы в ранних голливудских фильмах), компания Toho в последующие годы практически открестилась от картины. По некоторым данным, фильм транслировался по телевидению в 1960-х или начале 1970-х годов. В 2001 году фильм был показан на ретроспективе фильмов в Киото. По состоянию на 2017 год полная версия фильма так и не была выпущена компанией Toho ни в одном формате домашнего видео. В наше время существует пиратская версия фильма в плохом качестве на японском языке, без перевода и субтитров на английский.

### Американская версия

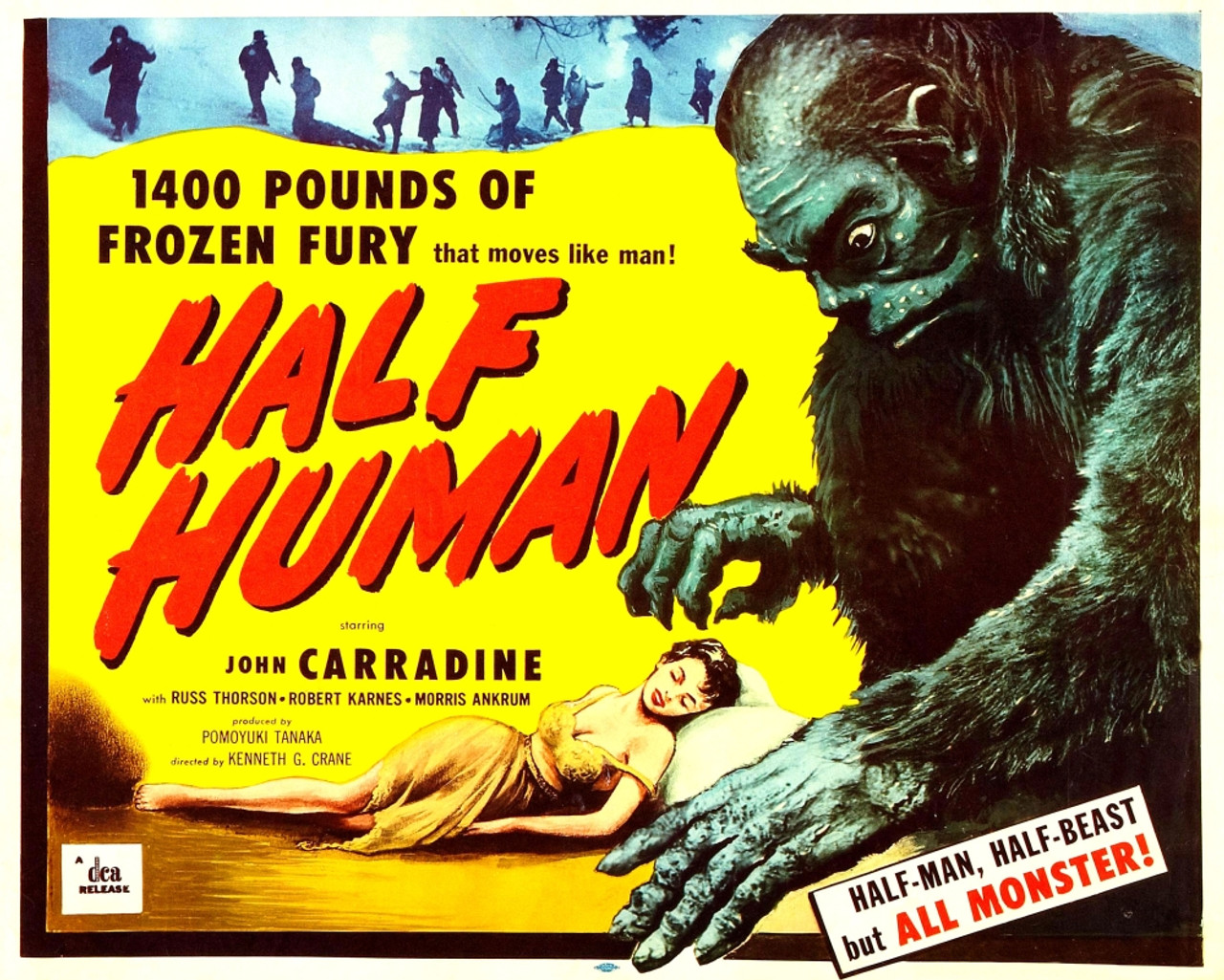
Постер американской версии фильма и именем Джона Кэррадайна на обложке.

В американскую версию фильма компания Distributors Corporation of America (DCA) добавила англоязычные сцены и закадровый текст. Американская версия отличается от японской добавлением Джона Кэррадайна в роли Джона Рэйберна, который в виде флешбэков рассказывает своим коллегам основную историю. Продюсеры DCA снимали Кэррадайна в маленьком двухкомнатном офисе, используя его успокаивающий голос для объяснения сюжета в длинных закадровых монологах и добавляя пояснительные сцены, которые вставлялись в сцены снятые Toho. Новые сцены были сняты Кеннетом Дж. Крэйном в течение двух дней. Крэйн также снял фильм «Монстр из Зелёного ада», который был выпущен компанией DCA 10 декабря 1957 года, на сдвоенном сеансе с фильмом «Чудовищный снежный человек», также фильм показывался на сдвоенных сеансах вместе с картиной «План 9 из открытого космоса» (1959). В этой версии фильма также удалена музыка Сато. В американской версии есть сцена, где герой Кэррадайна обнаруживает труп сына Снежного человека на плите в морге. Для съёмок трупа использовался тот же самый костюм, который надевал актёр играющий сына Снежного человека на съёмках в Японии, компания Toho специально переправила его в США для съёмок.
Хотя американская версия фильма по мнению многих критиков значительно уступает японской, но если бы компания DCA не рискнула выпустить этот и другие ранние японские фильмы студии Toho, то и «Годзилла» (1954) могла не добраться до американских экранов. А именно она положила начало феномену фильмов об огромных монстрах в Америке. DCA начала адаптировать японские фильмы для американского кинорынка добавляя в них дополнительные сцены с американскими актёрами. Благодаря подобным действиям фильмы о монстрах получили популярность за рубежом. Только после успеха DCA Warner Brothers, а затем и другие крупные студии задумались о выпуске продукции Toho в Америке, и даже тогда они в основном следовали формуле DCA, либо вводя дополнительных американских актёров, либо, позже, на этапах совместного производства, просто снимая американских актёров.
Трудовые лагеря, в которые были вынуждены переселять японских граждан во время и после второй мировой войны, всё ещё оставались постыдной тайной, которую большинство американцев отказывались принимать как тёмную сторону войны; и действительно редкими были фильмы, импортированные из Японии в 1950-х годах, которые были показаны ограничено для небольших кинотеатров на Восточном и Западном побережье. На самом деле, есть предположение, что «Чудовищный снежный человек», вероятно, демонстрировался в таких местах в Лос-Анджелесе и Сан-Франциско, и других «специализированных кинотеатрах» в США. Прежде чем DCA приобрела его, переозвучила и поменяла название на Half Human почти три года спустя, эти показы были рассчитаны строго на японскую аудиторию и без английских субтитров. Точные данные отсутствуют, поскольку такие показы редко использовали печатные рекламные материалы, а полагались лишь на уличные рекламные плакаты на стенах кинотеатров, чтобы сэкономить расходы.

## Критика
Биографы Хонды Райфл и Годзишевски отметили, что, хотя фильм «не является лучшей работой Хонды», оригинальная японская версия намного превосходит более распространённую американскую версию фильма. Они заявили, что фильм страдает от «слабого сюжета, слабых персонажей и юмора, который отвлекает». Сайт о кино AllMovie описал американскую версию фильма как «Ещё один пример довольно интересного японского фильма о монстрах, который стал почти непонятным из-за грубого монтажа и некачественного английского дубляжа», а оригинальная версия Хонды «была немного интереснее, хотя Хонда вскоре лучше справится с монстрами чешуйчатого и радиоактивного вида».
Автор Питер Х. Бразерс писал, что фильм повторяет некоторые темы, «встречающиеся в „Кинг-Конге“», такие как тема первобытного существа, обречённого на гибель в результате контакта с цивилизацией. А местами документальная манера съёмки Хонды свидетельствует о том, что он «сосредоточился на трудностях участников, а также на привычках снежного человека и его естественной среде обитания».
Автор Дэвид Коулмэн также отмечал, что в фильме чувствуется документальный стиль съёмки, который остался у Хонды с его более ранних работ в документальном кино. Этот стиль придал фильму более мрачный оттенок. Коулмэн пишет, что «Чудовищный снежный человек» часто считается главным фильмом своего времени о снежном человеке. Наравне с фильмом студии Hammer «Снежный человек» (1957), данный фильм заложил стандарты поведения йети в фильмах. В обоих фильмах йети изображаются как существа, которых лучше оставить в покое из-за их врождённой силы и превосходной хитрости, как правило именно люди вторгаются на территорию гоминидов, те лишь защищают её и вынужденно причиняют вред людям. Хонда не затягивает с появлением йети на экране, режиссёр полагается на воздействие страшного дизайна и огромного размера монстра. Хотя в большинстве сцен с участием йети он старается использовать ночную съёмку, Хонда тем не менее не стесняется задерживаться на драматическом внешнем виде костюма, чтобы создать настроение страха у зрителей. Костюм монстра, созданный Эйдзи Цубураей, «представляет собой кошмарную смесь жестокой обезьяньей силы и пучеглазых бровей, похожих на неандертальские, а также дьявольски заострённых ушей и клыков». Коулмэн называет костюм созданный Цубурая «одним из самых ярких примеров страшных костюмов снежного человека в истории жанра». По словам Коулмэна, наследие «Чудовищного снежного человека» настолько глубоко, что лишь в 1967 году, после выхода одноминутного фильма Паттерсона-Гимлина, «что-либо смогло с ним сравниться. После этого только „Легенда о Богги Крик“ (1972), а затем „Гарри и Хендерсоны“ (1987) бросили серьёзный вызов влиянию фильма».